# 비도브단
비도브단(세르비아어: Видовдан; '성 비투스의 날')은 세르비아의 국경일이자 종교 휴일이다. 슬라바 (축일)로, 6월 28일 (그레고리력) 또는 6월 15일 (율리우스력)이다. 1389년 6월 15일 (율리우스력) 오스만 제국에 대항하여 코소보 전투에서 전사한 성 라자르 왕자와 세르비아의 성스러운 순교자를 기리기 위해 세르비아 교회에 의해 지정되었다. 이는 세르브인과 세르비아 국민 정체성의 중요한 부분이다.
가지메스탄 기념비에서 비도브단 행사가 진행된다.

## 같이 보기
- 코소보 전투
- 가지메스탄